# Tecophilaea
Tecophilaea es un género de plantas herbáceas, bulbosas y perennes perteneciente a la familia Tecophilaeaceae. Comprende dos especies que se distribuyen en Chile y en Perú.

## Etimología
El nombre del género fue acuñado por Carlo Luigi Giuseppe Bertero en honor de Tecofilia Billiotti, hija del botánico italiano Luigi Aloysius Colla, quien fue el primero en describir las especies del género.

## Especies
Las especies de Tecophilaea, su distribución y sinonimia son:
- Tecophilaea cyanocrocus Leyb., Bonplandia (Hannover) 10: 370 (1862). Oriunda de Chile (sin.:: Tecophilaea cyanocrocus var. leichtlinii Regel, Tecophilaea cyanocrocus var. regelii Baker, Tecophilaea cyanocrocus var. violacea).
- Tecophilaea violiflora Bertero ex Colla, Mem. Reale Accad. Sci. Torino 39: 20 (1836). Distribuida en Chile y Perú. (sin.: Tecophilaea violiflora f. polyantha Skottsb. y Tecophilaea albida Miers).

## Sinonimia
Los siguientes nombres se consideran sinónimos de Tecophilaea:
- Distrepta Miers
- Phyganthus Poepp. & Endl.
- Poeppigia Kunze ex Rchb.
- Zephyra Ravenna